# Pelișor (okręg Sybin)
Pelișor – wieś w Rumunii, w okręgu Sybin, w gminie Bârghiș. W 2011 roku liczyła 454 mieszkańców.